# Применения RFID
RFID широко используется в логистике, в розничной торговле, в системах аутентификации персонала.
Во всех этих случаях RFID связывает некоторый физический объект (например, товар на складе) с цифровыми атрибутами (например описание товара, его стоимость, дата и порядок отгрузки). В этом смысле технология RFID похож по функциям на штрих-код, но обладает существенными преимуществами в эксплуатации и позволяет использовать более сложные, криптографически защищённые протоколы.

## Промышленность
Важный промышленный потребитель RFID-технологий — это автомобильная промышленность. RFID-метка с набором конечных требований к изделию может быть помещена на раму или корпус собираемого на конвейере автомобиля (автобуса, грузовика и т. п.) и в процессе конвейерного производства на различных участках (сборка, окраска и т. п.) автомобиль может быть автоматически окрашен определённым образом, или могут быть установлены другие колёсные диски, изменён цвет обивки и т. п. Например, компания BMW Group производит сборку моделей 3 серии с использованием RFID-технологий.
Важной особенностью применения RFID является неразрывность между промышленным и логистическим использованием. Прикрепленная к изделию на этапе производства метка может в дальнейшем использоваться для учёта изделия на складе или для подтверждения подлинности предмета, уже введенного в эксплуатацию.
Также в промышленности RFID-метки используются для идентификации операторов установок и агрегатов. Считыватель RFID подключается в промышленную сеть (например PROFInet) и позволяет оператору, имеющему карточку с RFID-меткой управлять оборудованием в определённой локации при помощи средств человеко-машинного интерфейса.

## Системы электронной идентификации RFID в области автомобильного транспорта
- Общественный и спецтранспорт Москвы оснастят RFID-метками, чтобы пропускать на светофорах[2]

## Транспортная и складская логистика
Интеграция RFID-систем в MES-системы позволяет проводить мероприятия по оптимизации исходящей и входящей логистики.
В России с помощью RFID автоматизированы некоторые производства в пищевой промышленности:
- Производство жевательных резинок Wrigley. С помощью RFID-меток на производстве отслеживается маршрут перевозки сырья.
- Корма для животных фирмы «Марс» (Pedigree, Whiskas, Kitekat, Chappi; слежение за упаковкой при производстве и на складе готовой продукции) — пилотный проект.

В логистике существуют примеры комплексных разработок с использованием RFID — для морских контейнерных перевозок. Каждый контейнер оснащается меткой RFID,содержащей информацию о грузе и скомбинированной с датчиками (например открытия, содержания кислорода и т. п.) и передающей данные на центральную станцию сбора данных на борту контейнеровоза, которая в свою очередь передаёт данные через спутниковую связь. Таким образом владелец груза получает возможность отслеживать местоположение и сохранность груза.
Компания Cinram, поставщик предзаписанных CD и DVD -дисков, внедрила первое в мире решение RFID в УВЧ диапазоне. Для оптимизации входящей логистики две загрузочных двери склада материалов центрального хранилища компании Cinram в Альсдорфе, Германия, были оснащены системой SIMATIC RF 600 RFID компании Siemens AG.
В 2007 году компания ШТРИХ-М внедрила систему сбора доходов и автоматизации пассажирского транспорта в г. Коломна (МО) с использованием бесконтактных карт MiFare.
Немецкий производитель подъемно-погрузочного оборудования Jungheinrich внедрил технологию RFID в систему складской навигации
В Германии на экспериментальной площадке сети гипермаркетов METRO проводится эксперимент по внедрению радиочастотных меток во всех магазинах сети, в том числе и в России. Планируется, что ручные считыватели у кассиров в ближайшее время перестанут использоваться. В случае, когда товар маркирован радиочастотными метками, покупатель, набрав продукты в тележку, провозит её через своеобразный турникет на расчётно-кассовом узле. Установленные сканеры автоматически считывают по радиоканалу всю информацию о товаре, который лежит в корзинке. Продукты даже не надо доставать из тележки. Сразу же печатается чек. Если расчёт покупатель ведет с помощью кредитной карты, то и присутствие кассира в этом случае уже не требуется.
В 2012 году сеть магазинов электроники и бытовой техники Media Markt совместно с METRO Group RFID Innovation Center (Германия) внедрила пилотный проект с технологией RFID в одном из отделов в ТЦ «Золотой Вавилон Ростокино» (Москва). RFID-метки применялись для автоматизации приемки и учёта товара, а также в торговом для контроля за наличием товара на полке,. инвестиции в проект составили 164 тыс. евро..[значимость факта?]
В 2014 году вся одежда магазинов Zara, входящих в группу испанской корпорации Inditex, была оснащена метками RFID. Сами метки располагаются в антикражных алармах, прикрепленных к одежде. Компания получила большую выгоду от увеличения скорости приема поставок и проведения инвентаризаций.

## Системы контроля и управления доступом

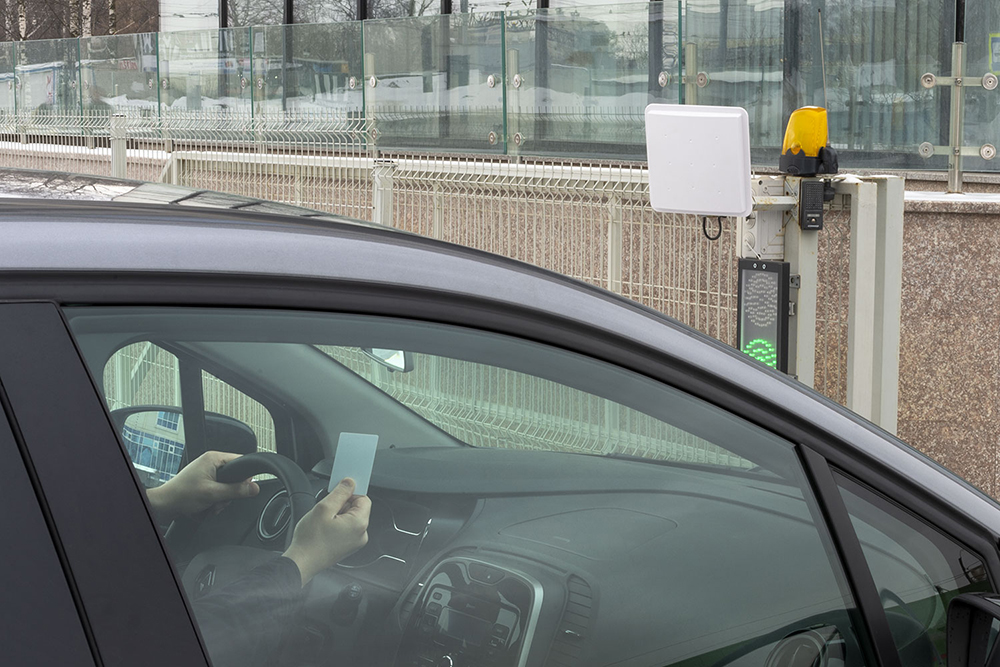
Считыватель дальнего действия для работы с RFID-метками в составе автотранспортной проходной PERCo

RFID технология активно применяется в Системах контроля и управления доступом (СКУД) для целей идентификации объектов доступа (людей, автомобилей). При этом используются различные стандарты и физические форматы RFID меток.
Для идентификации людей наиболее популярным является формат бесконтактной пластиковой карточки по размеру совпадающей с банковской, карточку для запроса доступа как правило нужно осознано подносить к считывающему устройству на расстояние порядка 10 см.
В ключи зажигания автомобилей также иногда встраиваются метки для повышения защиты от угона. Считыватель находится в замке зажигания и подключен к иммобилайзеру или бортовому компьютеру.
Домофоны некоторых производителей имеют считыватель RFID вместо контактной памяти.

## Медицина
В медицине RFID используется для повышения комфорта и безопасности лечения пациентов.
RFID-браслеты используют для отождествления младенца с матерью. Кроме того, их можно использовать для быстрого поиска ушедшего из своей палаты пациента, требующего по состоянию здоровья постоянного присмотра (например, страдающего болезнью Альцгеймера), или срочно разыскиваемого врача.
В сами метки или в базу данных, ключом к которой является идентификационный номер метки, может заноситься вся информация о необходимых для лечения данных, таких, как группа крови, сведения об аллергии, прописанные лекарства, и др. Использование подобной базы данных предотвращает ошибки, связанные с плохим почерком, утерей выписок, долгим поиском нужной информации.
Немецкий концерн Siemens AG, совместно с компанией Schweizer electronic разработали чип RFID со встроенным датчиком температуры, выдерживающий операции стерилизации и пастеризации, а также ускорение до 5000 g, развиваемое на центрифуге. Данный чип предназначен, например, для использования в банках крови. Сейчас Siemens AG и Schweizer electronic, при участии производителя пакетов для хранения крови MacoPharma, проводят внедрение системы на базе этого чипа в банке крови Университетского госпиталя Граца.

## Библиотеки

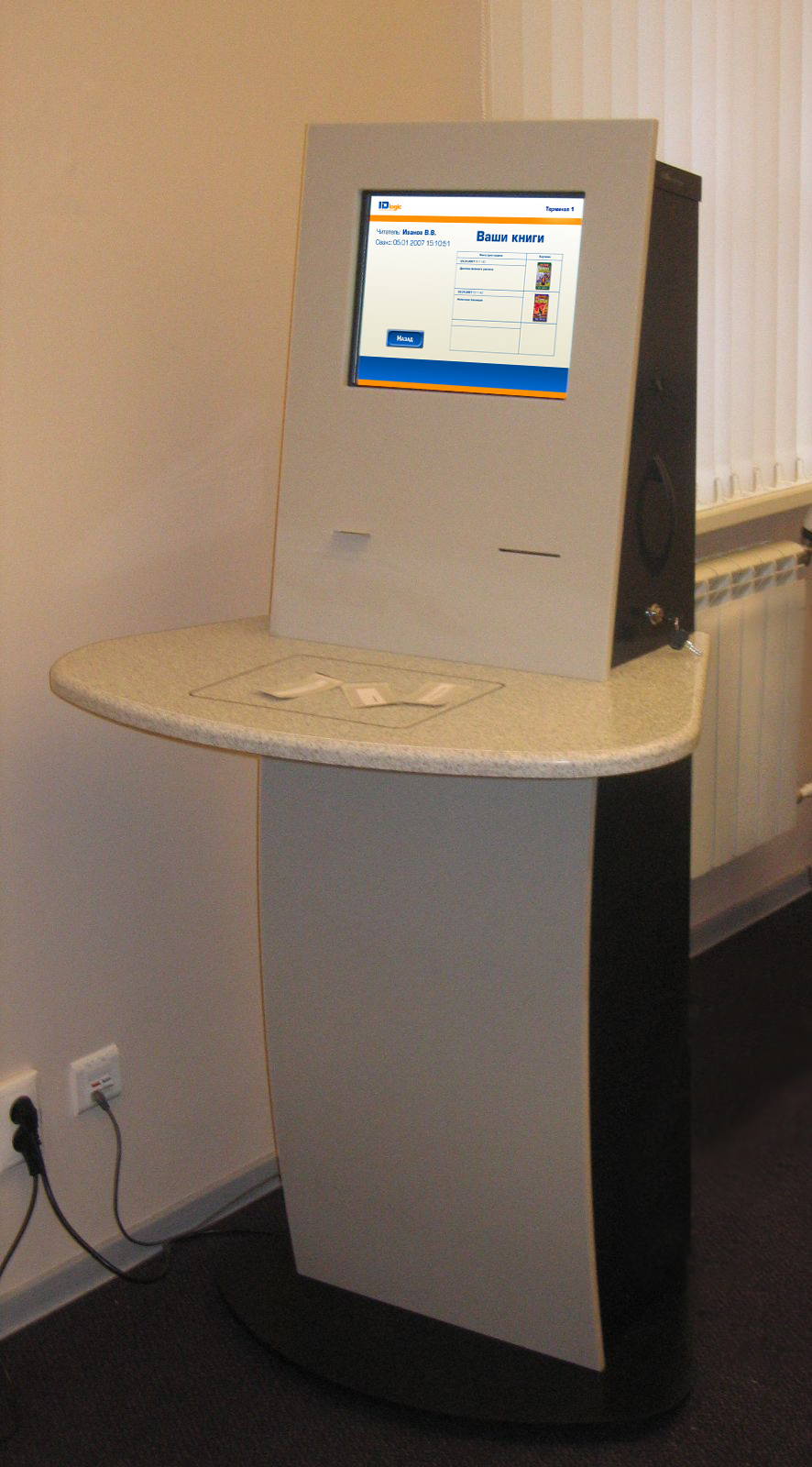
Станция выдачи книг в библиотеке СПБГУ

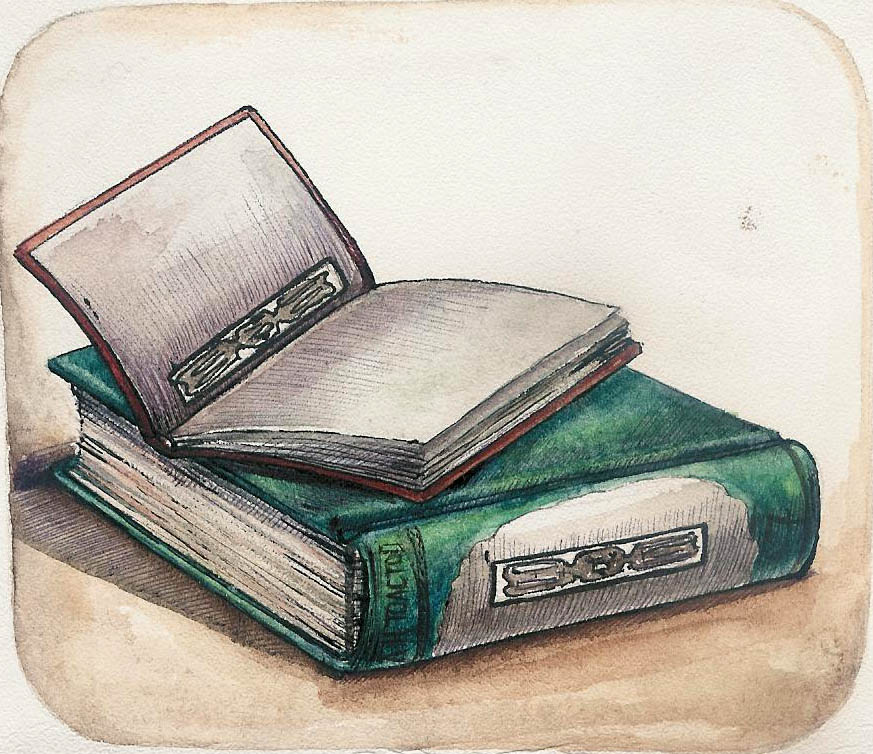
RFID в книгах

Применение RFID в библиотеках в качестве замены штрих-кодам позволяет ускорять инвентаризацию и поиск книг, автоматизировать книговыдачу, кроме того, метки могут выполнять антикражевую функцию.
- Первыми библиотеками, в 1999 году начавшими использовать RFID (в США), стали Rockefeller University в Нью-Йорке и Farmington Community Library.
- Одно из самых крупных библиотечных применений RFID — библиотека Ватикана, насчитывающая в своем фонде более двух миллионов экземпляров книг[12].
- В Москве RFID-система внедрена в Доме Украинской Книги имени Леси Украинки.
- В Санкт-Петербурге с помощью RFID автоматизирована библиотека Восточного факультета СПБГУ.
- В Красноярске с помощью RFID автоматизирована Государственная универсальная научная библиотека Красноярского края ГУНБ.
- На данный момент (марта 2008 года) головная библиотека Государственного Университета Высшей Школы Экономики работает в режиме перехода с системы учёта, основанной на штрих-кодах, на систему учёта на основе радиочастотной идентификации[13][14].
- С января 2009 года началось активное внедрение RFID в научной библиотеке Российского университета дружбы народов.
- С 2011 года в Старооскольском филиале БелГУ с помощью RFID автоматизирован абонемент библиотеки.

Применение RFID в библиотеках можно разделить на следующие основные направления:
- учёт перемещений книг и документов, защита от краж или случайного выноса;
- обустройство пунктов приема и выдачи книг: идентификация книг и читательских билетов;
- инвентаризация и поиск книг, контроль правильности размещения книг;
- оснащение комплексов и терминалов автоматической выдачи и приема книг, систем автоматической сортировки.

## Паспорта
RFID-метки используются в качестве паспортов во многих странах. Первые RFID-паспорта (е-паспорта) были введены в Малайзии в 1998 году. Вдобавок к информации, хранящейся на визуальной странице паспорта, в малайзийских е-паспортах также содержится история перемещений (время, дата и место) въезда и выезда в страну. 
Другие страны также последовали данному примеру и начали включать RFID в паспорта. Это уже сделали: Норвегия (2005), Япония (1 марта 2006), большинство стран Европейского союза (в 2006) (включая Испанию, Ирландию и Британию), Австралия, Гонконг. США (2007), Сербия (июль 2008), Южная Корея (август 2008), Тайвань (декабрь 2008), Албания (январь 2009), Филиппины (август 2009). 
Стандарты на RFID-паспорта определены Международной Организацией Гражданской Авиации (англ. International Civil Aviation Organization, ICAO) и содержатся в соответствующем документе за № 9303, Часть 1, Книга 1 и 2 (6е издание, 2006). ICAO, ссылаясь на стандарт ISO 14443, определяет RFID чипы в е-паспортах как бесконтактные интегральные схемы. В стандартах ICAO определено, что е-паспорта могут быть идентифицированы с помощью стандартного логотипа на его передней стороне.
RFID-метки включены в новые паспорта Великобритании и некоторые новые паспорта США, начиная с 2006 года. США произвели 10 млн паспортов в 2005 году и, по предварительным подсчётам, 13 миллионов в 2006. Чип хранит ту же информацию, что и печатный вариант, а также включает цифровую подпись владельца. Паспорта будут включать тонкую металлическую подкладку, которая затруднит считывание, когда паспорт закрыт, так как металл будет экранировать радиосигнал.
RFID-метки включены в новые паспорта России с 2006 года. В 2007 выдача новых паспортов была ограничена, планировалась полная замена к 2009 году.

## Транспортные платежи
Электронный проездной
- Повсеместно в Европе, и частично в Париже (Франция), Лионе и Марселе (Франция), Порту и Лиссабоне в Португалии, Турине (Италия), Брюсселе (Бельгия), RFID проходит утверждение на международный стандарт Calypso (RFID) и применяется в системах общественного транспорта. Уже сейчас они используются в Канаде (Монреаль), Мехико, Израиле, Перейре в Колумбии, Ставангере в Норвегии и др.
- Платежные T-money карты могут использоваться в общественном транспорте в Сеуле и прилегающих городах. В некоторых городах Южной Кореи есть система, которая используется в некоторых магазинах как наличные. Эта система T-money заменена системой Upass с использованием MIFARE. Впервые эта система была применена для транспортных платежей в 1996 году.
- JR East в Японии ввела Suica (англ. Super Urban Intelligent Card — умная городская суперкарта) для оплаты проезда в железнодорожном транспорте в ноябре 2001, используя технологию FeliCa (англ. Felicity Card — карта счастья) фирмы SONY.
- 18 марта 2007 года в Токио введена система оплаты проезда PASMO. В карты вмонтирован RFID чип FeliCa от Sony.
- В Гонконге транспортные перевозки оплачиваются в основном с использованием RFID-технологии, названной Octopus Card (англ. Octopus — осьминог). Она была запущена в 1997 году для сбора оплаты за проезд, но «выросла» до масштабов обычной платежной карты, которая может использоваться в торговых автоматах, фастфудах и супермаркетах. Карта может быть перезаряжена (добавлены наличные) в специальных автоматах или в магазинах и может быть считана на расстоянии в несколько сантиметров от считывателя.

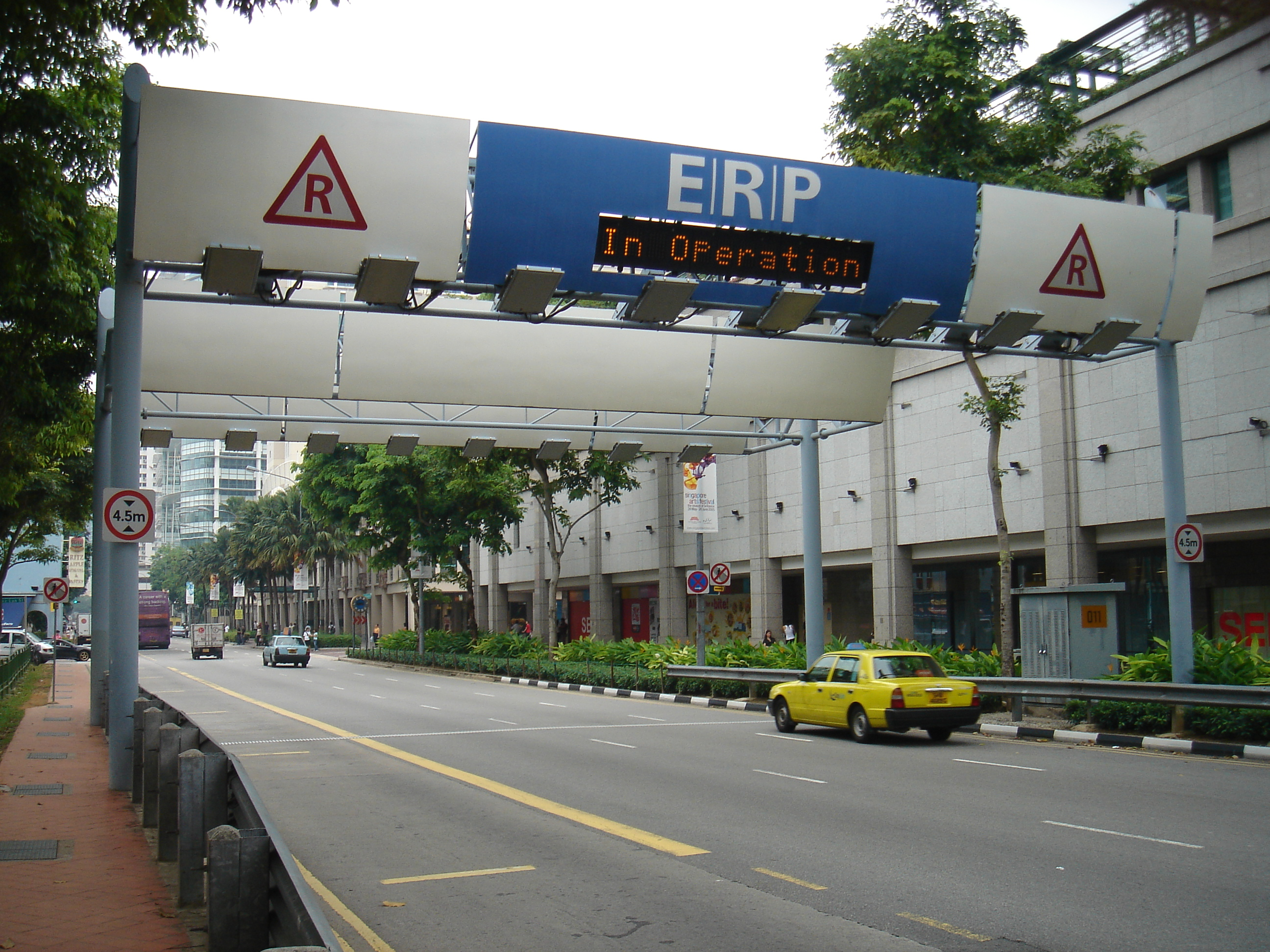
Портал Electronic Road Pricing в Сингапуре. Такие порталы собирают платежи в местах с высоким трафиком активных радиочастотных модулей в автомобилях.

- В Сингапуре автобусы и поезда общественного транспорта используют пассивные радиочастотные карточки, называемые EZ-Link. Трафик в многолюдные деловые районы регулируется с помощью переменных пошлин взимаемых с помощью систем с активными метками и карт с хранимой суммой (известных как CashCard).
- RFID используется в Малайзии для оплаты проезда по системе высокоскоростных шоссе (Malaysian Expressway System). Система называется Touch 'n Go.
- В Транспортном управлении залива Массачусетс ввели в эксплуатацию CharlieCard RFID в качестве более дешёвого (по сравнению с бумагой и наличными) способа оплаты.
- В Московском метрополитене впервые[источник не указан 3977 дней] в Европе ввели RFID-смарткарты (1998 год). В дальнейшем развивались различные варианты транспортных карт на основе технологии Mifare, социальных карт москвича и школьника[18]
- В Самаре с 1 июля 2008 года введена система оплаты проезда в общественном транспорте с помощью RFID-смарткарт.
- В Екатеринбурге система оплаты проезда в общественном транспорте с помощью RFID-смарткарт (Екарта) действует с 15 июля 2009 года. А с 1 января 2011 года прекращена эксплуатация бумажных проездных билетов.

## Дистанционное управление
- Микроволновые RFID-метки используются для удаленного контроля доступа к транспортному парку.
- С 1990-х RFID используется в качестве автомобильного ключа. Если считыватель машины не «видит» в своей зоне действия определённого идентификатора, машина не заведется и не поедет.
- Начиная с 2004 года функция Smart Key/Smart Start стала доступна в Toyota Prius. С тех пор Toyota встроила эту функцию во многие другие модели, как в бренд Toyota, так и в Lexus, в том числе в Toyota Avalon (модель 2005 года), Toyota Camry (модель 2007 года), и Lexus GS (модель 2006 года). Ключ содержит активную RFID-микросхему, позволяющую машине идентифицировать его с расстояния до 1 метра (3 футов) от антенны. Водитель может открыть дверь и завести машину, не вынимая ключ из кармана.
- Ford, Honda, и некоторые другие производители используют основанные на RFID ключи зажигания в качестве антиугонной системы.

## Спорт
RFID-чипы используются в спортивном ориентировании, триатлоне и некоторых других видах спорта. Чипы в виде браслета надеваются спортсменам.

## Маркировка животных

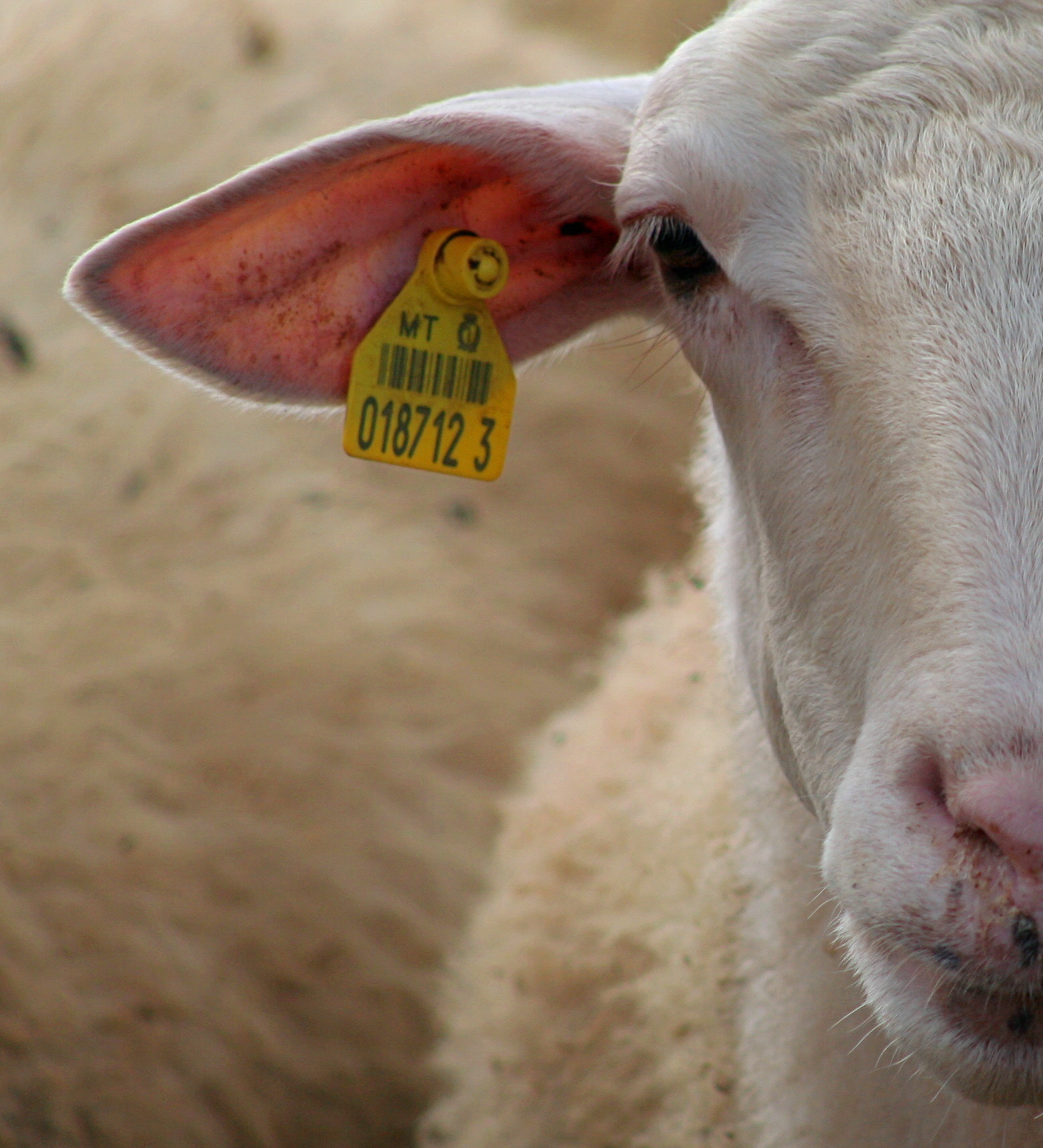
Ушная клипса

Опознавание животных при помощи микрочипов применяется для упрощения их учёта, для перемещения через границу, страхования, исключения подмены при разведении. Использование уникального номера позволяет отслеживать животных от фермы до потребителя, проверять своевременность обязательных вакцинаций и лечения.
Поголовное сканирование и чипирование животных постепенно становится обязательной повседневной практикой, как в странах Европы, Америки, Австралии. Евросоюз запретил ввоз нечипированных животных. В России применение микрочипов рекомендовано законом для разведения племенных животных.
Пассивные RFID метки для животных нормируются стандартами ISO 11784, ISO 11785 (устарели) и новым стандартом ISO 14223.
Животные чаще всего носят метку в виде ошейника, ушной клипсы или имеют заглатываемую метку осевшую в пищеварительном тракте. Такие метки позволяют читать их автоматически благодаря дальности чтения соизмеримой с размером животного. Считыватели выполняют в виде стационарных арочных проходов или галерей. Стационарные сканеры, расположенные в местах прохода скота, подключаются к компьютеру, управляющему перемещениями животных при помощи электрических ворот, и их учётом.

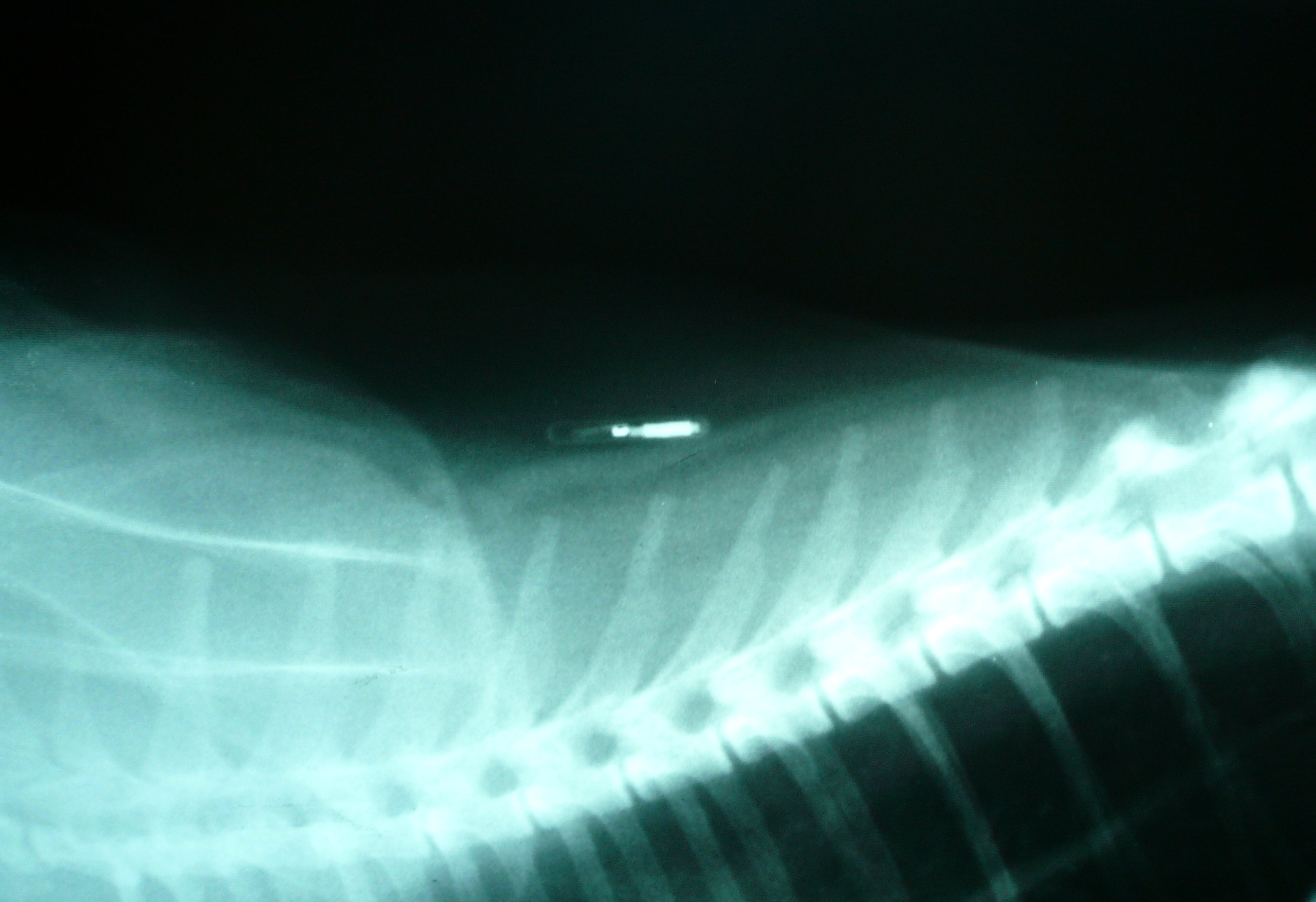
Имплантируемая метка в кошке

Некоторые группы животных могут снабжать имплантируемыеми под кожу (при помощи шприца) метками покрытыми биологически инертным стеклом. Сканеры считывают номера чипов бесконтактно на расстоянии 3-8 см, что, как правило, меньше размеров животного и требует работы ручным сканером.

### Человеческие имплантаты

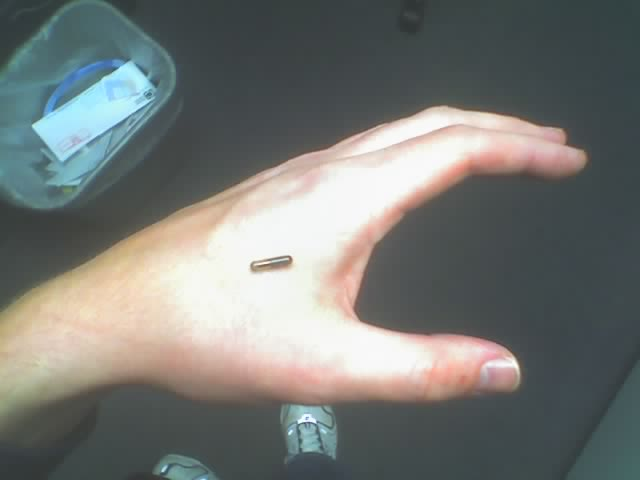
Рука с планируемым местом нанесения RFID-метки

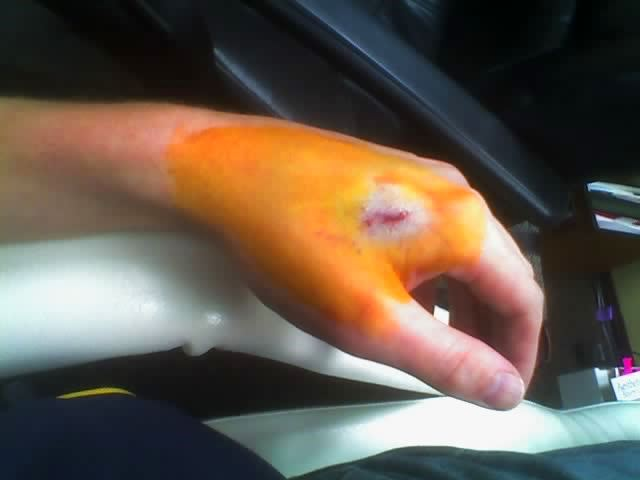
Сразу после завершения операции по вживлению RFID-метки

Имплантируемые RFID-метки, разработанные для маркировки животных, сейчас начинают использоваться на людях. Ранний эксперимент с RFID-имплантатами был проведен Британским профессором кибернетики Кевином Варвиком, который имплантировал метку в свою руку в 1998. Ночные клубы в Барселоне, Испании и в Роттердаме, Нидерландах, используют имплантируемую метку для идентификации своих VIP-посетителей, которые, в свою очередь, пользуются ими для оплаты за выпивку.
В 2004 году Мексиканское министерство юстиции имплантировало 18 своим сотрудникам VeriChip для контроля за доступом к комнатам с данными по безопасности (по другим источникам, число варьируется от 160 до 180).
Вскоре после выхода публикации 'RFID игрушки' Амэла Грэфстра в 2006, Центр современного искусства в Сиэтле провел процедуру живого имплантирования на Филлипе Бейноне, студенте из Ванкувера в Канаде.
RFID-метки порою ассоциируются с начертанием зверя (Откр. 13:16—17):
И он сделает то, что всем-малым и великим, богатым и нищим, свободным и рабам-положено будет начертание на правую руку их (имплантация метки) или на чело их (в отсутствие у человека правой руки или для «безопасности и долгосрочности» метки),
И что никому нельзя будет ни покупать, ни продавать, кроме того, кто имеет это начертание, или имя зверя или число имени его"…"Здесь мудрость. Кто имеет ум, тот сочти число зверя, ибо это число человеческое; число его шестьсот шестьдесят шесть.
Однако, основная характеристика метки зверя — неотчуждаемость. И согласно логике Откровения меткой зверя является метка, которая устанавливается государством или владельцем души (корпорацией). Без которой индивидуум не способен или не валиден совершать некие обыденные действия. То есть неотчуждаемая метка или требующая возобновления согласно государственным или корпоративным правилам, без которой человек будет нежизнеспособен. И из этого следует вывод, что все современные радиочастотные метки и имплантаты, которые имплантируются по собственной воле и которые можно беспрепятственно удалить в любом медицинском учреждении или самостоятельно при наличии медицинского образования, не являются начертанием зверя.
Большинство существующих имплантатов работают в качестве системы доступа (при этом для того, чтобы открыть что-либо, необходимо близко провести рукой (если метка встроена в руку) от датчика. Кроме того, RFID-метки для идентификации людей использовались после урагана Катрина — все данные о погибших, которые собирали эксперты (например, ДНК), записывались в метку, навешивавшуюся ярлыком на ногу.

## Маркировка растений
В 2010 году на Гавайях на 225 000 деревьев были установлены пассивные радиочастотные метки с GPS-координатами. В базе данных хранятся сведения о семенном фонде, режиме питания, полива и др. Установка меток дает возможность проследить за тем, что происходит с деревом.